# Église Saint-Martin de Montseveroux
L'église Saint-Martin est une église de la seconde moitié du XIIe siècle située sur la commune de Montseveroux, dans le département de l'Isère, en France. Elle est inscrite aux Monuments historiques depuis 1979. Elle contient également une plaque commémorative classée au titre objet depuis 1952 et un reliquaire inscrit au titre objet depuis 1987.

## Localisation
L'église est située au centre du bourg de Montseveroux, en retrait à l'est de la rue des cadrans solaires (RD 37A) au nord du château, lui aussi inscrit aux Monuments historiques.

## Description

### Architecture
La chapelle est orientée à l'Est. Construite en moellons de molasse et en briques, l'église a un plan à nef unique composé, depuis l'ouest vers l'est de trois travées, d'un transept et d'une abside semi circulaire. La nef est couverte de charpente, le transept d'une coupole maçonnée supportant le clocher et de voûtes en berceau, et l'abside est couverte d'un cul-de-four. L'ensemble est couvert par un toit en lauzes. Des contreforts renforcent le chœur et le transept à l’extérieur.
L'arc triomphal repose, à travers des chapiteaux décorés de feuillages, sur deux colonnes engagées en molasse rose. L'accès à l'église se fait par un portail en plein cintre à deux rouleaux et impostes moulurées ouvert dans sa façade occidentale et surplombé par un oculus. Des fenêtres trilobées éclairent abside et transept.
À l’intérieur de l'église est conservé un reliquaire, de type reliquaire-monstrance. Celui-ci est daté du XVIIe siècle pour les parties les plus anciennes, mais son état actuel résulte de modifications au XIXe siècle.

### Peintures murales
Le chœur et le transept sont recouverts de peintures murales. Le décor le plus ancien observable est une litre funéraire du début du XVIIe siècle peinte dans le bras sud du transept. Le décor peint principal, daté du XVIIIe siècle, couvre les murs sur trois registres ou niveaux superposés. Le registre inférieur est un faux-appareil plus tardif que le reste. Le niveau intermédiaire est décoré de colonnes rouges à chapiteaux ioniques, de couleurs jaune, ocre et rouge. des rinceaux de feuilles et chardons encadrent la baie plein cintre du bras sud du transept, et entourent une baie en trompe-l’œil du coté nord. Un anneau est peint au-dessus de chaque baie, à l'origine des rinceaux. Le troisième registre, au centre des voûtes des bras du transept, est formé de clefs de voûte en trompe-l’œil, décorées de motifs floraux. Les parties supérieures sont décorées d'un ciel étoilé dans le cul-de-four de l'abside et d'une nuée d'hirondelles dans la coupole du transept, dont le centre présente une ouverture circulaire en trompe-l’œil.
Des sondages ont permis d'identifier d'autres décors, antérieurs à la litre funéraire du  XVIIe siècle, dont un décor médiéval du XIVe siècle visible dans un sondage au transept sud et un enduit gris du XVIe siècle.

## Historique
Les parties les plus anciennes de l’église (chœur, transept et premières travées de la nef) sont datées du XIIe siècle, et peut-être plus précisément de sa seconde moitié. Une inscription commémorative, maçonnée depuis 1985 dans le mur sud du transept, mentionne la mort le 19 juin 1325 de Jean de Bourgoin, curé de Monseveroux. Elle est classée au titre objet aux Monuments historiques depuis 1952.
Une litre funéraire peinte pour la mort en 1620 de Jean Buffevent de Murinais, gentilhomme ordinaire de la Chambre du Roi, est présente dans le transept sud.
L'église est agrandie en direction de l'ouest en 1852, agrandissement visible dans le mur extérieur. Trois baies plein cintre sont percées à cette occasion dans chacun des murs gouttereaux, remplaçant les baies médiévales plus petites encore identifiables dans la maçonnerie.
En 1978, deux membres de l'Organisation rurale culturelle inter-vallées mènent des fouilles archéologiques dans le bras sud du transept, mettant au jour des ossements humains et des artefacts (céramique, monnaies, etc.) des périodes antique et médiévale.
En 1986 les peintures murales sont dégagées et font l'objet d'une restauration par un artiste peintre fresquiste. Celui-ci signe sa restauration et inscrit l'année 1986 sur les enduits peints anciens. En 2021 une campagne de diagnostic est menée par un atelier de conservation-restauration, pointant des problèmes d'humidité, notamment dus à la restauration précédente.